# Диттерлин, Вендель
Вендель Диттерлин Старший (нем. Wendel Dietterlin, настоящее имя Вендлинг Грапп (Wendling Grapp), 1550—1599) — немецкий художник-маньерист: архитектор-декоратор, рисовальщик-орнаменталист, гравёр и теоретик архитектуры. 
Родился в Пфуллендорфе, земля Баден-Вюртемберг. Его начальное имя — Вендлинг Грапп. Предполагают, что он происходил из большой семьи художников Грапп в Швабии. Большую часть жизни работал в Страсбурге, где впоследствии и скончался. В Страсбурге Диттерлин писал фрески в резиденции местного епископа, работал над украшением «Нойер-Бау» (1589, в настоящее время это здание Торгово-промышленной палаты).

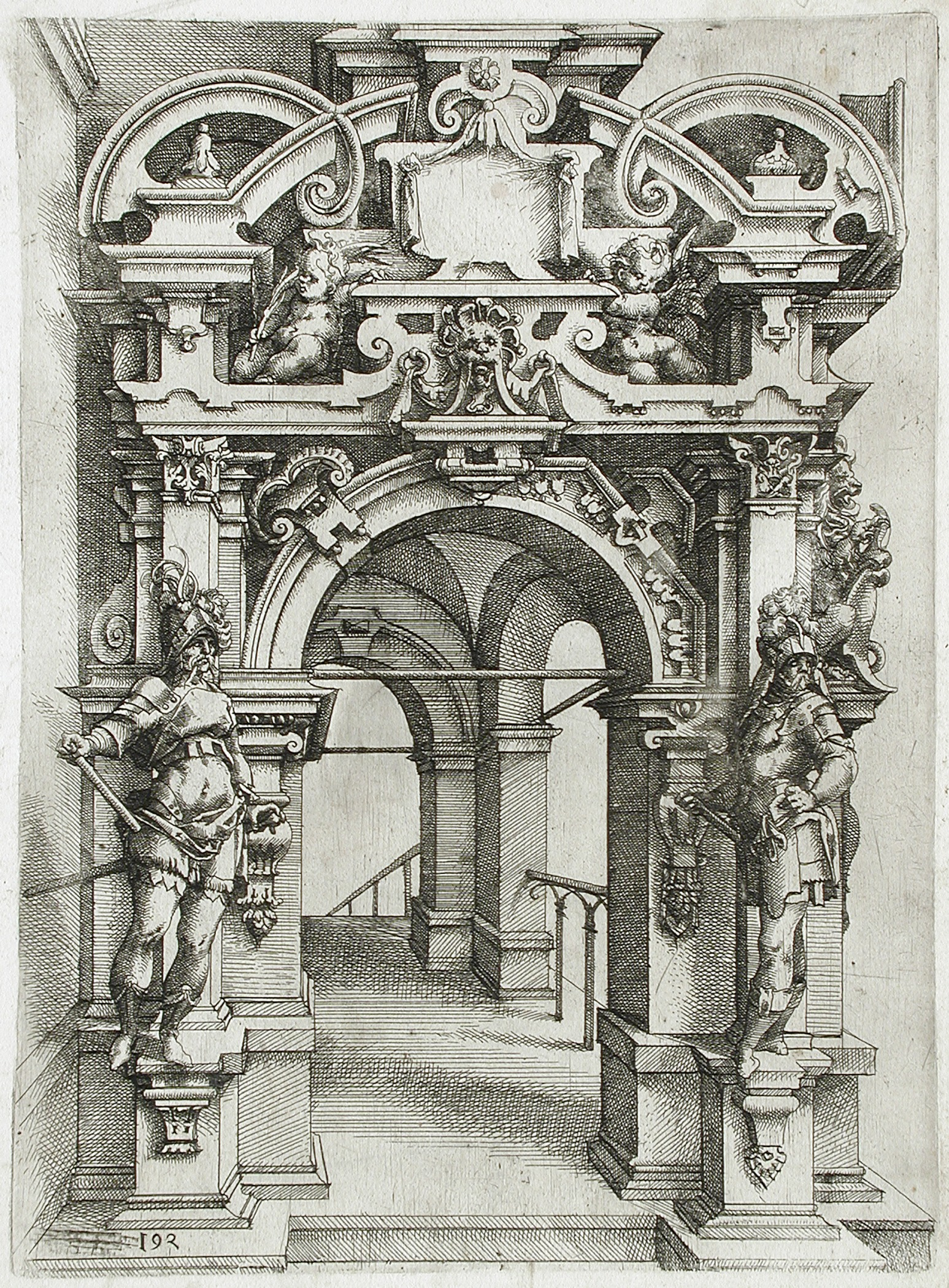
В. Диттерлин. Архитектурная фантазия. 1598. Офорт

Диттерлин писал картины, рисовал орнаменты, проектировал фонтаны и парковые павильоны. Большая часть этих произведений не сохранилась. В своём причудливом стиле, известном нам в основном по орнаментальным гравюрам художника, Диттерлин как подлинный маньерист соединял элементы фламандского и немецкого барокко с итальянским маньеризмом. Специалисты видят в стиле его декоративных росписей с «преувеличенными ракурсами» влияние фресок Джулио Романо в Палаццо Те.
В 1590—1592 годах Диттерлин работал в Штутгарте, где выполнил росписи плафона «Увеселительного дворца» (Lusthaus). В конце жизни обобщил свой опыт в теоретическом трактате «Архитектура в построении, симметрии и пропорции пяти ордеров» (Architectura Von Ausstheilung, Symmetria und Proportion der Fünff Seulen), изданном в окончательном виде в Нюрнберге в 1598 году (отдельные части трактата выходили в 1593 и 1594 годах). Трактат содержит 209 гравированных иллюстраций. Вопреки академичному названию Диттерлин использует архитектурный ордер, скорее, «как оправдание собственной причудливой орнаментальной фантазии». Особенности его индивидуального стиля возводят к работам нидерландского архитектора Ганса Вредемана де Вриса и влиянием французского архитектора и декоратора Хуго Самбена. Однако Диттерлин, в отличие от своих предшественников, смелее смешивал готические, ренессансные и барочные элементы в одной композиции. Он соединял действительные архитектурные чертежи с фантастическими орнаментами, невероятными арками, галереями, гротескными фигурами, маскаронами, разными чудищами символическими мотивами и ему одному известными эмблемами.
Творчество Диттерлина Старшего оказало значительное влияние на его современников. Сын художника — Вендель Диттерлин Младший (?) — ювелир, рисовальщик-орнаменталист, с 1614 года работал во Франции, в Лионе.